# 李逸
李逸（8世纪—799年2月18日），唐朝皇子，是唐代宗李豫第二十子。他的生母不详。
生年不详，从异母兄李迥生年推断，当在750年之后。大历十年（775年），李逸被父亲唐代宗封为雅王，没有领节度使。唐德宗贞元十五年（799年）正月初九，雅王李逸去世。

## 延伸阅读
[在维基数据编辑]
 《舊唐書·卷116》，出自刘昫《舊唐書》